# Neuhaeusel
Neuhaeusel – miejscowość i gmina we Francji, w regionie Grand Est, w departamencie Dolny Ren.
Według danych na rok 1990 gminę zamieszkiwało 269 osób, 88 os./km².